# Giovanni Baldelli
Giovanni Baldelli (1914 — 1986) foi um escritor, poeta, filósofo, dramaturgo e teórico anarquista italiano, mais conhecido por seu trabalho Anarquismo Social, publicado pela Editora Aldine nos Estados Unidos em 1971, e pela Editora Penguin no Reino Unido em 1972. 
Escreveu e publicou poesias em diversas línguas: em francês escreveu as coletâneas Quand l'aube se survit Chair à étoiles e Proses et poèmes. Em italiano publicou seus escritos em duas coletâneas Itinerario e All'ombra del gufo. Ainda no idioma inglês deu forma a obra Seven fugues.
Contribuiu também para diversos jornais libertários enviando-lhes artigos. Entre estes, os periódicos italianos Internazionale e Volontà.